# Takaharu Kyōgoku
Takaharu Kyōgoku (京極 高晴, Kyōgoku Takaharu, né le 18 janvier 1938 et mort le 6 mai 2024), est un homme d'affaires japonais et un important prêtre shinto.
Il est le 15e chef du clan Kyōgoku (ancien clan Tajima Toyooka) qui dominait Toyooka avant et pendant l'époque d'Edo. Il fait partie des descendants des kazoku de l'ère Meiji, système de pairie aboli en 1947.

## Carrière
Takaharu Kyōgoku a passé la majeure partie de sa carrière professionnelle en tant que cadre chez Nippon Yusen. Puis il a dirigé la Kantoueisen (関東曳船株式会社), petite société de remorqueurs et de transport portuaire basée à Yokohama.
Il a été nommé prêtre principal (kannushi) du Yasukuni-jinja en 2009.